# 彭布羅克城堡
彭布羅克城堡（英語：Pembroke Castle）是位於英國威爾斯西部彭布羅克的一座中世紀時期的城堡，始建於1093年。在20世紀初期時，彭布羅克城堡經歷了大規模重建。自1951年開始，彭布羅克城堡被列為英國一級保護建築 。

## 外部連結
- Pembroke Castle website （页面存档备份，存于）
- Castles of Wales website with pictures of the castle （页面存档备份，存于）
- Great Castle of Wales website with more pictures （页面存档备份，存于）
- www.geograph.co.uk : photos of Pembroke Castle （页面存档备份，存于）
- Pembroke Castle: description and sources （页面存档备份，存于）

51°40′40″N 4°55′14″W / 51.677678°N 4.920694°W